# Jens Thiele
Jens Thiele (* 17. Oktober 1980 in Hamburg) ist ein ehemaliger deutscher Schwimmsportler.

## Leben
Im Jahr 1998 gewann Thiele als Schwimmer des Eidelstedter SV über 200 m Rücken Bronze bei den Deutschen Meisterschaften, im Jahr 2000 erreichte er im Einzel bei den Deutschen Meisterschaften einen zweiten Platz über 100 m Rücken und einen dritten Rang über 50 m Rücken.
2001 wurde er mit der Staffel der SG Hamburg deutscher Meister über 4 × 50 m Lagen. Im selben Jahr gewann der Hamburger im Einzel Silber bei den Deutschen Meisterschaften über die Strecke 100 m Freistil.
2002/03 gehörte er zur Schwimmmannschaft der University of California-Berkeley in den Vereinigten Staaten.
Thiele nahm an drei Europa- und zwei Weltmeisterschaften teil: Bei den Weltmeisterschaften 2003 kam er mit der 4 × 100-m-Freistilstaffel auf den fünften Platz, bei den Kurzbahneuropameisterschaften schwamm er mit der Staffel über 4 × 50 m Freistil ebenfalls auf den fünften Rang, bei den Europameisterschaften 2006 wurde er als Mitglied der deutschen Staffel über die Strecke 4 × 100 m Freistil erneut Fünfter.
Bei den Deutschen Meisterschaften 2006 gewann er Gold über 200 m Rücken und 200 m Lagen sowie Bronze über 100 m Freistil. 2007 gewann er abermals den deutschen Meistertitel über 200 Meter Rücken.
Thiele studierte Betriebswirtschaftslehre und wurde dann beruflich bei der Hamburger Sparkasse tätig. Er wurde in Hamburg von Jürgen Höfner, dann von Trainer Dirk Lange, später von Carsten Gooßes betreut. Thiele, der während seiner Zeit als Leistungssportler durch einen Handwurzelbruch sowie einen Hüftbruch zurückgeworfen wurde, gab im April 2008 das Ende seiner Laufbahn bekannt.